# Xyris marginata
Espèce
Xyris marginata est une espèce de la famille des Xyridaceae. Communément appelée œil jaune alpin, c'est une monocotylédone qui est endémique de King Island et de Tasmanie, poussant généralement dans les landes de Gymnoschoenus sphaerocephalus, à des altitudes allant jusqu'à 1 070 m au-dessus du niveau de la mer. Elle a été collectée pour la première fois par le botaniste germano-australien Ferdinand von Mueller en 1875.

## Taxonomie
L'étymologie du mot Xyris a deux sources. La racine latine du mot vient d'iris, probablement parce que de nombreux genres  sont réputés pour leurs fleurs jaune vif. « Marginata » fait référence aux marges des feuilles étroitement enroulées de l'espèce.
Il existe quatre espèces indigènes en Tasmanie : Xyris marginata, Xyris muelleri, Xyris operculata, et Xyris tasmanica. Elles occupent toutes des sols gorgés d'eau et des marécages, Xyris marginata prospérant à l'altitude la plus élevée. Xyris operculata est la seule qui n'est pas endémique en Tasmanie.

## Description
Xyris marginata pousse dans les landes de haute altitude. Ses caractéristiques les plus remarquables sont ses fleurs jaunes, ses tiges torsadées, et les marges ondulées que l'on trouve sur les bractées de son inflorescence. Le limbe est large et épais d'un millimètre ; sa base engainante étant longue de 4-6 cm ; et le pédoncule principal, issu des racines, est long de 15 à 55 cm. Elle est pérenne et forme de petites touffes.
Xyris marginata, comme toutes les Xyridaceae de Tasmanie, fleurit entre novembre et janvier. Le capitule est plus large vers le haut, formant presque un globe, les sépales latéraux sont tournés vers l'intérieur et ont une texture rugueuse. Les pétales sont arrondis et de couleur jaune d'or. Ils ont des bords finement dentelés, d'où le nom de X. marginata. Les étamines sont dotées d'anthères faisant saillie sur de courts filaments, avec des staminodes poilus s'étendant vers leur base. Elles ont trois branches qui sont peu profondément canalisées. Celles-ci présentent de minuscules marges projetées qui peuvent être difficiles à voir sans une loupe. Enfin, la fleur contient une capsule trilobée dont le sommet est durci. Les feuilles sont épaisses, avec une nervure centrale, et sont caractéristiquement brun foncé et brillantes. Les bords sont arrondis, sauf à l'extrémité de la feuille qui est en forme d'alène. Elles sont disposées en spirale à partir de la base de la plante. Les bractées sont brun foncé et deviennent plus grandes et plus larges au fur et à mesure qu'elles montent. Leur contour est incurvé, irrégulièrement déchiré et de couleur plus foncée vers le centre.

### Espèces similaires
Les plantes de la famille des Xyridaceae sont des herbes touffues et généralement vivaces. Les feuilles montent du bas de la plante et sont disposées en spirale. Les fleurs sont sphériques et toutes les variétés de Tasmanie ont des fleurs jaunes. Typiquement, elles ont trois sépales, trois pétales et trois étamines. L'altitude est également un facteur important pour déterminer l'espèce, car il est peu probable que des espèces autres que Xyris marginata aient la résistance nécessaire pour survivre à des altitudes élevées.
Xyris operculata se différencie de Xyris marginata par ses feuilles élancées et dressées, contrairement aux feuilles printanières de Xyris marginata. De plus, Xyris operculata a trois étamines réduites à des touffes de poils en plus de ses trois étamines régulières. Xyris muelleri a des feuilles recourbées vers le haut, qui sont pointues aux extrémités. Les pétales ont des bords réguliers. Xyris tasmanica a des marges régulières similaires à celles de Xyris muelleri, cependant, il n'a pas de feuilles proches de la tête de la fleur.

## Distribution et habitat
Xyris marginata se trouve dans les landes humides de King Island, du nord-ouest, de la côte ouest, de la côte est et du sud-ouest. Les landes, sur lesquelles on trouve couramment Xyris marginata, occupent environ 14% de l’État, y compris les zones alpines de l'Ouest et du Sud-Ouest de la Tasmanie, les hautes terres du Nord-Est de la Tasmanie, les poches de landes de basse altitude dans l'Est, le Nord-Est et le Sud-Est de la Tasmanie. Les landes sont définies par le Department of Primary Industries, Water and Environment de Tasmanie (DPIPWE) du gouvernement de Tasmanie comme « une végétation de moins de deux mètres de hauteur, dans laquelle la plante formant des hummocks connue sous le nom de button grass (Gymnoschoenus sphaerocephalus) est généralement dominante ou commune ». Ceci inclut, mais n'est pas limité à la lande occidentale d'herbe à boutons, à la lande d'herbe à boutons clairsemée sur les pentes, à la lande d'herbe à boutons pure et à la lande d'herbe à boutons avec des arbustes émergents.
Le DPIPWE précise où se trouve Xyris marginata, mais d'autres sources, telles que Reid et al. (2005) affirment qu'elle se trouve également dans l'Est de l'île. La partie gauche de la carte et la partie en haut à droite montrent où le DPIPWE pense que Xyris marginata se trouve.

## Écologie
L'élément le plus caractéristique des marais à herbe à boutons est Gymnoschoenus sphaerocephalus, qui a donné son nom à cette catégorie de lande. La profondeur du substrat tourbeux dans les landes de Tasmanie varie considérablement et peut parfois être érodée jusqu'à 10 mm d'épaisseur seulement. En dessous, il peut y avoir des sols minéraux, mais les graviers de quartz sont généralement plus courants. Les landes d'herbe à boutons peuvent pousser sur des plaines, des pentes, des crêtes et des plateaux montagneux exposés à des incendies fréquents. De manière caractéristique, les sols sont infertiles et se drainent mal, mais environ 272 espèces de plantes vasculaires sont enregistrées pour ce type de lande, dont un tiers est endémique à la Tasmanie.
Il n'y a pas d'objectifs de conservation spécifiques pour Xyris marginata. Cependant, les landes sont protégées par le DPIPWE. La majorité des landes appartiennent à l'État et relèvent de la compétence du DPIPWE. Elles sont résistantes aux mauvaises herbes invasives et des brûlages contrôlés peuvent avoir lieu si nécessaire.

## Systématique
Le nom correct complet (avec auteur) de ce taxon est Xyris marginata Rendle.